# Sportwagen-Weltmeisterschaft 1961

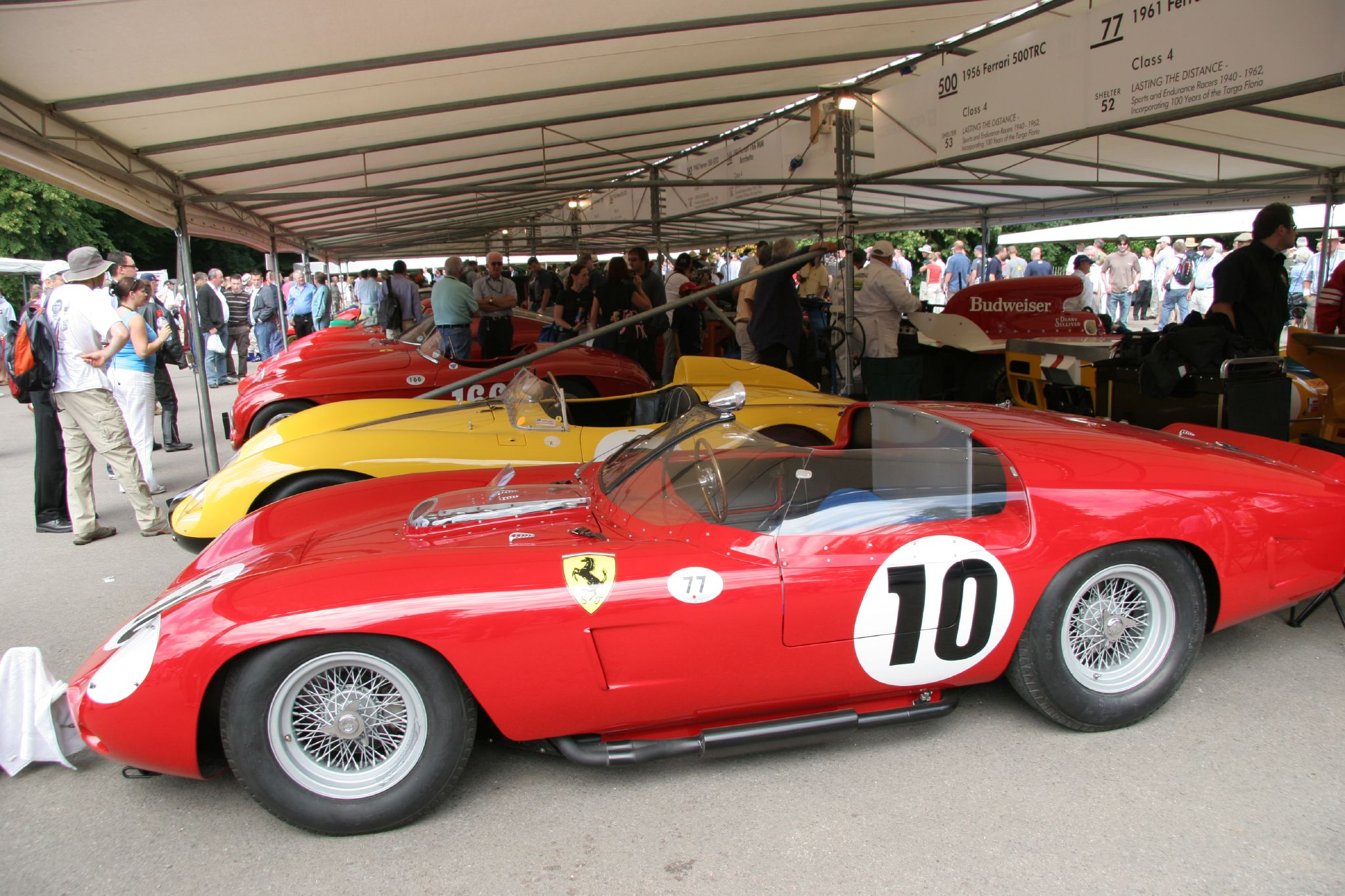
Ferrari 250TRI

Die Sportwagen-Weltmeisterschaft 1961 war die neunte Saison dieser Meisterschaft. Sie begann am 25. März und endete am 15. August 1961.

## Meisterschaft
1961 war Ferrari in der Meisterschaft ungefährdet und erreichte die sechste Marken-Weltmeisterschaft seit Einführung des Championats 1953. Die Scuderia gewann drei Wertungsläufe, das 12-Stunden-Rennen von Sebring, die Targa Florio und das 24-Stunden-Rennen von Le Mans. Beim 4-Stunden-Rennen von Pescara blieb der von der Scuderia Centro Sud gemeldete Ferrari 250TRI von Lorenzo Bandini und Giorgio Scarlatti siegreich.
Nur beim 1000-km-Rennen auf dem Nürburgring gab es keinen Ferrari-Gesamtsieg; dort gewannen Masten Gregory und Lloyd Casner im Maserati Tipo 61.

## Rennkalender
| Nr. | Datum          | Rennname / Rennstrecke                                        | Team                     | Gesamtsieger                                     | Fahrzeug           | Meisterschaft |
| --- | -------------- | ------------------------------------------------------------- | ------------------------ | ------------------------------------------------ | ------------------ | ------------- |
| 1   | 25. März       | 12-Stunden-Rennen von Sebring (Sebring International Raceway) | Sefac Automobile Ferrari | Phil Hill Olivier Gendebien                      | Ferrari 250TRI     | Marken        |
| 2   | 30. April      | Targa Florio (Piccolo circuito delle Madonie)                 | SEFAC Ferrari            | Wolfgang Graf Berghe von Trips Olivier Gendebien | Ferrari Dino 246SP | Marken        |
| 3   | 28. Mai        | 1000-km-Rennen auf dem Nürburgring (Nürburgring)              | Camoradi USA             | Masten Gregory Lloyd Casner                      | Maserati Tipo 61   | Marken        |
| 4   | 10. – 11. Juni | 24-Stunden-Rennen von Le Mans (Circuit des 24 Heures)         | Scuderia Ferrari         | Phil Hill Olivier Gendebien                      | Ferrari 250TRI/61  | Marken        |
| 5   | 16. August     | 4-Stunden-Rennen von Pescara (Circuito di Pescara)            | Scuderia Centro Sud      | Lorenzo Bandini Giorgio Scarlatti                | Ferrari 250TRI     | Marken        |

## Marken-Weltmeisterschaft für Konstrukteure

### Gesamtwertung
| Position | Konstrukteur | 1 | 2 | 3   | 4   | 5   | Gesamt |
| -------- | ------------ | - | - | --- | --- | --- | ------ |
| 1        | Ferrari      | 8 | 8 | (6) | 8   | (4) | 24     |
| 2        | Maserati     |   | 3 | 8   | 3   | (2) | 14     |
| 3        | Porsche      | 2 | 6 | (1) | (2) | 3   | 11     |
| 4        | Osca         |   |   |     |     | 1   | 1      |